# بطولة كاريوكا 1954
بطولة كاريوكا 1954 هو موسم من بطولة كاريوكا. كان عدد الأندية المشاركة فيه 12، وفاز فيه نادي فلامنغو.